# Plectus turricaudatus
Plectus turricaudatus är en rundmaskart. Plectus turricaudatus ingår i släktet Plectus, och familjen Plectidae. Arten är reproducerande i Sverige.